# SN 2006dm
SN 2006dm — сверхновая звезда типа Ia, вспыхнувшая 3 июля 2006 года в галактике MCG −01-60-21, которая находится в созвездии Водолея.

## Характеристики
Сверхновая была зарегистрирована астрономами Ликской обсерватории, принадлежащей Калифорнийскому университету в Санта-Крузе. Вспышка относится к типу Iа, то есть возникла благодаря перетеканию звёздного вещества с массивной звезды в двойной системе на белый карлик. Данное событие произошло в спиральной галактике MCG −01-60-21, повёрнутой к нам «ребром» — она находится приблизительно на расстоянии 300 млн св. лет от нас. MCG −01-60-21 входит в группу свободно связанных галактик, которые раньше тесно гравитационно взаимодействовали друг с другом.